# 透明雜誌
透明雜誌（英語：TOUMING MAGAZINE）是來自台灣台北的獨立樂團。成立於2006年一月。

## 團員

### 現任團員
- 張盛文（電吉他手）。
- 唐世（爵士鼓手）。
- 林書緯（貝斯手）。
- 洪申豪（主唱，電吉他）。

### 歷任團員
- 劉邦傑（貝斯手，2006年8月脫團）。
- 李鴻志（貝斯手，2007年5月脫團）。
- 薛名宏（貝斯手，2007年5月加入，因工作原因脫團）。

## 簡介

### 樂團歷史
2005年秋末台北樂團一隅之秋解散，擔任主唱/吉他手的洪申豪計畫組織一新樂團，於是找來了一隅之秋時期負責彈奏電吉他的唐世杰擔任鼓手一職，並邀請好友張盛文加入樂團。樂團成立初期一直沒有固定的BASS手，2007年初薛名宏於網路論壇上看見透明雜誌的徵團員啟事後主動和洪申豪連絡，經過多次樂團練習後確定加入。透明雜誌現在的陣容成型。
2008年5月底宣佈鼓手唐世杰將入伍從軍，所有樂團表演暫時休止於同年8月。停止活動的成員們開始著手於編寫新曲和第一張專輯的錄製。唐世杰於2009年9月底退伍，樂團開始繼續活動。
2010年12月發行第一張正式專輯作品《我們的靈魂樂》。

### 團名由來
洪申豪在接受2009年Puts Sound （页面存档备份，存于）採訪中曾表示『團名來自NUMBER GIRL的單曲「透明少女」及Post-Punk樂團Magazine』。

### 音樂風格
透明雜誌的作品風格主要建立在四位團員的音樂喜好之上，並無以一特定之類型作為創作最終目標。初期受Pixies、Superchunk、Fugazi、Sonic Youth、Weezer、Cap'n Jazz以及NUMBER GIRL等8、90年代的外國樂團影響所寫的直線吉他噪音搖滾曲子為多數，這些歌曲常以直線行進的爵士鼓和電貝斯為架構搭配刷滿大音量破音效果的電吉他。樂團於2007年9月獨立發行的『4 TRACKS EP』中的四首曲目皆為上述之風格。

### 現場演出
十分重視現場演出氣氛的樂團，初期表演的文字宣傳多會註明『請觀眾穿著輕便、盡量避免攜帶相機等物品至現場，以方便活動』。直至近期現場的全員合唱、流汗跳舞、騷動熱絡的氣氛已成透明雜誌的表演傳統，常看透明雜誌現場演出的客人也可接受如此型態的現場演出，不只是站著"看"表演而是參與一場表演。
曾經在地下社會由洪申豪所企劃的活動『獵奇時間!Vol.2』和生氣的年輕人、用筆來唱歌、Ashen締造出當日購票進場人數兩百一十三人的紀錄。

## 作品

### 專輯
- 我們的靈魂樂（2010年）

### EP
- 透明雜誌 4 TRACKS EP（2007年）
- 透明雜誌FOREVER EP（2012年）
- 茄子 DEMO（2016年10月8日太陽穴）

## 相關連結
- 找不到URL。请在此处指定URL或在维基数据上添加。
- 透明雜誌Facebook專頁